# مسجد عاشورا
مسجد عاشورا در ملایر، خیابان عاشورا واقع شده و این اثر در تاریخ ۲۵ اسفند ۱۳۷۹ با شمارهٔ ثبت ۳۳۷۳ به‌عنوان یکی از آثار ملی ایران به ثبت رسیده است.